# 526 (szám)
Az 526 (római számmal: DXXVI) egy természetes szám, félprím, a 2 és a 263 szorzata.

## A szám a matematikában
A tízes számrendszerbeli 526-os a kettes számrendszerben 1000001110, a nyolcas számrendszerben 1016, a tizenhatos számrendszerben 20E alakban írható fel.
Az 526 páros szám, összetett szám, azon belül félprím, kanonikus alakban a 21 · 2631 szorzattal, normálalakban az 5,26 · 102 szorzattal írható fel. Négy osztója van a természetes számok halmazán, ezek növekvő sorrendben: 1, 2, 263 és 526.
Középpontos ötszögszám.
Az 526 négyzete 276 676, köbe 145 531 576, négyzetgyöke 22,93469, köbgyöke 8,07226, reciproka 0,0019011. Az 526 egység sugarú kör kerülete 3304,95547 egység, területe 869 203,28902 területegység; az 526 egység sugarú gömb térfogata 609 601 240,0 térfogategység.